# Chastilhon
Chastilhon de Diés (en francès Châtillon-en-Diois) és un municipi francès situat al departament de la Droma i a la regió d'Alvèrnia-Roine-Alps. L'any 2007 tenia 570 habitants.

## Demografia

### Població
El 2007 la població de fet de Châtillon-en-Diois era de 570 persones. Hi havia 284 famílies de les quals 126 eren unipersonals (49 homes vivint sols i 77 dones vivint soles), 85 parelles sense fills, 49 parelles amb fills i 24 famílies monoparentals amb fills.
La població ha evolucionat segons el següent gràfic:
Habitants censats

### Habitatges
El 2007 hi havia 592 habitatges, 297 eren l'habitatge principal de la família, 274 eren segones residències i 21 estaven desocupats. 489 eren cases i 92 eren apartaments. Dels 297 habitatges principals, 184 estaven ocupats pels seus propietaris, 97 estaven llogats i ocupats pels llogaters i 16 estaven cedits a títol gratuït; 10 tenien una cambra, 32 en tenien dues, 56 en tenien tres, 100 en tenien quatre i 100 en tenien cinc o més. 141 habitatges disposaven pel capbaix d'una plaça de pàrquing. A 161 habitatges hi havia un automòbil i a 85 n'hi havia dos o més.

### Piràmide de població
La piràmide de població per edats i sexe el 2009 era:
| Homes | Edats   | Dones |
| ----- | ------- | ----- |
| 0     | 95 o +  | 0     |
| 0     | 90 a 94 | 8     |
| 12    | 85 a 89 | 12    |
| 4     | 80 a 84 | 4     |
| 4     | 75 a 79 | 24    |
| 28    | 70 a 74 | 32    |
| 16    | 65 a 69 | 44    |
| 8     | 60 a 64 | 16    |
| 16    | 55 a 59 | 12    |
| 8     | 50 a 54 | 4     |
| 24    | 45 a 49 | 24    |
| 0     | 40 a 44 | 20    |
| 8     | 35 a 39 | 8     |
| 20    | 30 a 34 | 12    |
| 16    | 25 a 29 | 8     |
| 12    | 20 a 24 | 12    |
| 24    | 15 a 19 | 8     |
| 12    | 10 a 14 | 12    |
| 8     | 5 a 9   | 12    |
| 4     | 0 a 4   | 12    |

## Economia
El 2007 la població en edat de treballar era de 321 persones, 221 eren actives i 100 eren inactives. De les 221 persones actives 198 estaven ocupades (103 homes i 95 dones) i 23 estaven aturades (11 homes i 12 dones). De les 100 persones inactives 43 estaven jubilades, 17 estaven estudiant i 40 estaven classificades com a «altres inactius».

### Ingressos
El 2009 a Châtillon-en-Diois hi havia 272 unitats fiscals que integraven 520 persones, la mediana anual d'ingressos fiscals per persona era de 14.933 €.

### Activitats econòmiques
Dels 41 establiments que hi havia el 2007, 2 eren d'empreses alimentàries, 2 d'empreses de fabricació d'altres productes industrials, 6 d'empreses de construcció, 7 d'empreses de comerç i reparació d'automòbils, 2 d'empreses de transport, 8 d'empreses d'hostatgeria i restauració, 1 d'una empresa financera, 2 d'empreses immobiliàries, 4 d'empreses de serveis, 4 d'entitats de l'administració pública i 3 d'empreses classificades com a «altres activitats de serveis».
Dels 16 establiments de servei als particulars que hi havia el 2009, 1 era una oficina d'administració d'Hisenda pública, 1 gendarmeria, 1 oficina de correu, 1 funerària, 2 tallers de reparació d'automòbils i de material agrícola, 1 paleta, 1 fusteria, 1 lampisteria, 1 electricista, 1 perruqueria i 5 restaurants.
Dels 4 establiments comercials que hi havia el 2009, 2 eren botiges de menys de 120 m² i 2 fleques.
L'any 2000 a Châtillon-en-Diois hi havia 31 explotacions agrícoles que ocupaven un total de 360 hectàrees.

## Equipaments sanitaris i escolars
L'únic equipament sanitari que hi havia el 2009 era una farmàcia.
El 2009 hi havia una escola elemental integrada dins d'un grup escolar amb les comunes properes formant una escola dispersa.

## Poblacions més properes
El següent diagrama mostra les poblacions més properes.